# Nowy Młyn (powiat słubicki)
Nowy Młyn – osada w Polsce położona w województwie lubuskim, w powiecie słubickim, w gminie Rzepin, w sołectwie Gajec.
Miejscowość położona jest przy drodze wojewódzkiej nr 134 Urad – Rzepin – Ośno Lubuskie.
W latach 1975–1998 miejscowość położona była w województwie gorzowskim.